# Silvertip Mountain
Silvertip Mountain är ett berg i Kanada.   Det ligger i provinsen British Columbia, i den södra delen av landet, 3 400 km väster om huvudstaden Ottawa. Toppen på Silvertip Mountain är 2 565 meter över havet.
Terrängen runt Silvertip Mountain är huvudsakligen bergig, men åt nordväst är den kuperad. Trakten runt Silvertip Mountain är nära nog obefolkad, med mindre än två invånare per kvadratkilometer.. Det finns inga samhällen i närheten.
I omgivningarna runt Silvertip Mountain växer i huvudsak barrskog.